# Autostrada M271
Autostrada M271 (ang. Motorway M271, a także Nursling Spur Motorway) – autostrada w Wielkiej Brytanii o długości 3 mil (4,8 km), znajdująca się w pobliżu Southampton w Hampshire (Anglia). Budowana w latach 1973 – 1975. Stanowi część drogi z autostrady M27 do portu w Southampton.

## Przebieg drogi
Autostrada rozpoczyna się w Redbridge niedaleko Totton na dwupoziomowym węźle z A35, skąd jako sześciopasowa droga (dwie jezdnie po trzy pasy ruchu) biegnie na północ. Na pierwszym węźle przekształca się w drogę o przekroju czteropasowym (2x2) i biegnie na wschód od Hillyfields. Po 1 mili (1,6 km) krzyżuje się z autostradą M27 na węźle sterowanym sygnalizacją świetlną. Autostrada kończy się jedną milę na północ od węzła z M27, tym razem na rondzie z drogą A3057 w pobliżu Upton.
Arteria posiada kilka cech niespełniających norm dla brytyjskich autostrad, m.in. ostry zakręt na południowym końcu oraz brak osobnych łącznic na węźle z M27. Długofalowy Plan Transportowy hrabstwa Hampshire z perspektywą do 2026 roku wskazuje na zapotrzebowanie powstania łącznika trasy M271 z drogą krajową A33 w kierunku portu Southampton poprzez wielopoziomowy węzeł drogowy.